# Río Pra (Rusia)
El río Pra (en ruso: Пра) es un río que discurre por los óblasts de Moscú y de Riazán, en Rusia. Es afluente por la orilla izquierda del Oká.

## Geografía
Nace en el lago Sviatoye, uno de los lagos Klépikovski, atravesando los bosques de Meshchora hacia el sur, el sudeste y el este, por este orden. Tiene una longitud de 192 km, regando una cuenca de 5.520 km² y un moviendo un caudal de 25 m³/s. A sus orillas se encuentra la ciudad de Spas-Klépiki donde estudió el poeta Serguéi Yesenin.
Pasa por el óblast de Moscú en su curso superior durante 12 km (el área de los lagos). Sus últimos kilómetros de recorrido los hace por el zapovédnik del Oká.

## Sitio Ramsar de los ríos Oká y Pra

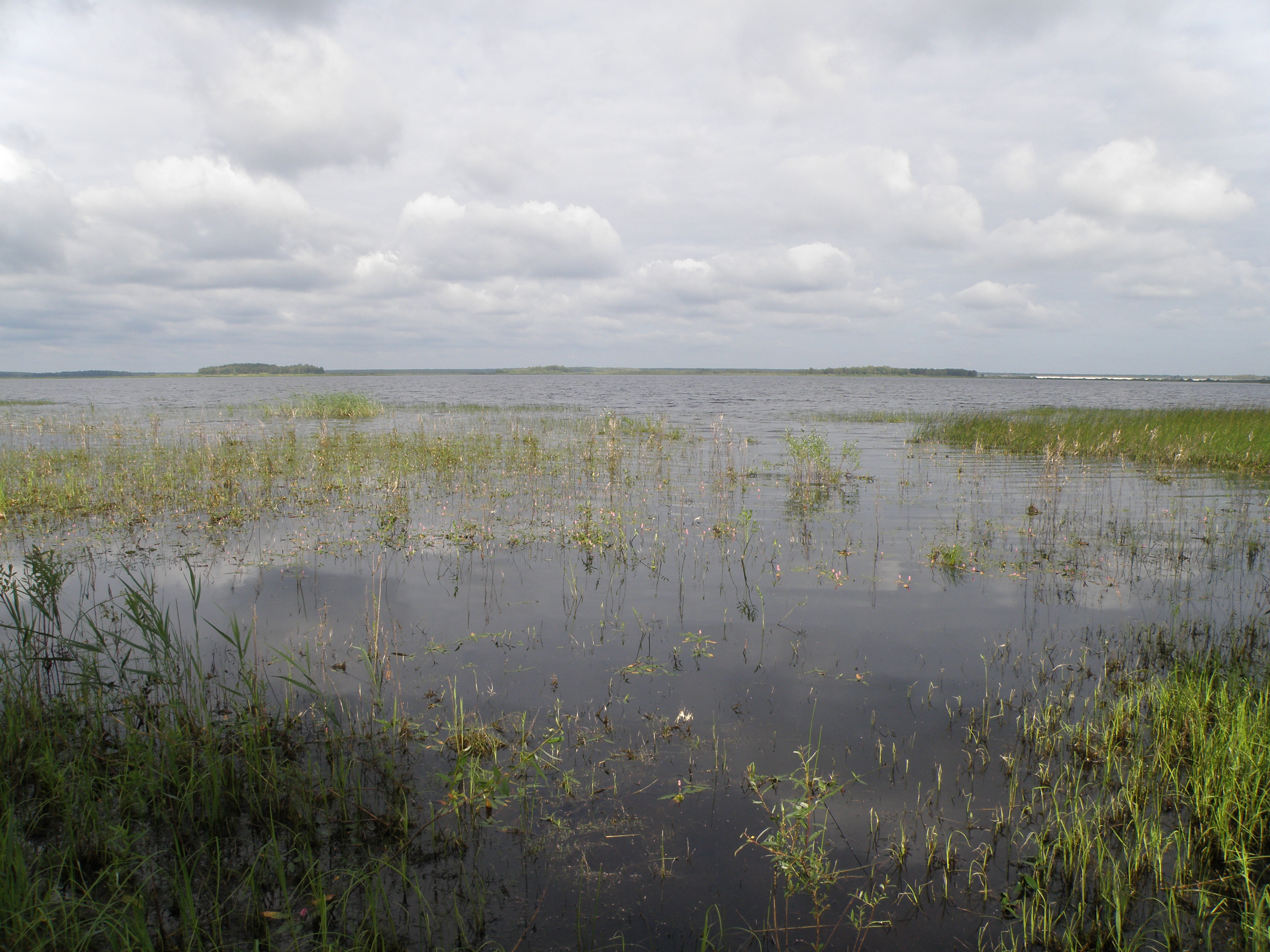
Lago Svyatoye en el verano de 2012 (vista desde la orilla este.)

El río Pra es un afluente por la izquierda del río Oká. En la zona donde se unen hay una amplia llanura aluvial que fue declarada sitio Ramsar número 671 (55°01′N 040°23′E) en 1994, con una extensión de 1615 km2. Es también Reserva Natural de la Biosfera, Reserva natural estricta y parte del Parque nacional de Meshchiora. Las extensas llanuras aluviales de los dos ríos incluyen lagos, ciénagas, pantanos, turberas boscosas y lagos. La vegetación incluye bosques naturales y artificiales de varios tipos y extensos prados inundables. La diversidad de plantas y animales es alta, con más de 800 especies de plantas vasculares y 58 especies de mamíferos en el área. El área es importante para la migración y reproducción de varias especies de aves acuáticas. Un área de escala importante para numerosas especies de patos y gansos migratorios, incluido el 50% de la población migratoria ánsar careto. La actividad humana incluye la recolección de heno, la caza de aves acuáticas, la pesca, la silvicultura, la agricultura, el pastoreo de ganado, la educación para la conservación y la recreación. Miles de pájaros son anillados cada año. Se ha establecido un centro de cría de grullas.